# Ross Ashby
William Ross Ashby (født 6. september 1903 i London, død 15. november 1972) var en engelsk psykiater og pioner inden for kybernetik, undersøgelse af komplekse systemer. Hans første navn brugtes ikke: han var kendt som Ross Ashby.
Hans to bøger, "Design for a Brain" og "An Introduction to Cybernetics", var skelsættende værker. De indførte nøjagtig, logisk tænkning til den spirende disciplin og var meget indflydelsesrige. Ross Ashby har bl.a. formuleret loven om Tilstrækkelig varietet.